# Митар
Ми́тар (грец. τελώνης — «митник, той що бере мито за ввезення», також «хитрун, лев») — збирач податків. У римлян багаті та почесні мужі, звичайно римського дворянського стану, за відому плату на точно певну кількість років, отримували у римського уряду право на збирання податку в якій-небудь римської провінції. Ці відкупники на митних заставах ставили своїх чиновників (Мат. 9:9; Map. 2:14), які і стягували з населення мита для них. Ці підлеглі чиновники називаються в Новому Завіті — митарями; вони були або римлянами, або уродженцями цієї країни. Їх становище та діяльність робили їх людьми підозрілими і, тому, вони згадуються разом з грішниками, блудницями та язичниками (Мт. 9:11; 21:32). За Талмудом, єврей, що пішов на цю службу, вважався відлученим від суспільства ізраїльського (порівняння Мт. 18). Ісус їв разом з митарями та грішниками (Лк. 15:1 і далі) і придбав послідовників також і з них, напр., Закхей (Лк. 19:2 і далі); один з них навіть став Його апостолом (Мт. 9:9;).

## У Біблії
|  | І після цього вийшов Ісус і побачив митаря на ім’я Левій, що сидів на митниці, і сказав йому: йди за Мною.(Лк. 5, 27); |

|  | ...істинно кажу вам, що митарі і блудниці поперед вас йдуть у Царство Боже. (Мф. 21, 31). |